# Rata bàndicut de l'Índia
La rata bàndicut de l'Índia (Bandicota indica) és una espècie de rosegador de la família dels múrids. Viu a altituds d'entre 0 i 1.500 msnm a Bangladesh, Cambodja, l'Índia, Laos, Malàisia, Myanmar, el Nepal, Sri Lanka, Tailàndia, el Vietnam i la Xina. Ocupa una gran varietat d'hàbitats. És una espècie en risc mínim, és a dir, no sembla que hi hagi cap amenaça significativa per a la seva supervivència. El seu nom específic, indica, significa ‘de l'Índia’ en llatí.